# Chillicothe (Illinois)
Chillicothe é uma cidade localizada no estado americano de Illinois, no Condado de Peoria.

## Demografia
Segundo o censo americano de 2000, a sua população era de 5996 habitantes.
Em 2006, foi estimada uma população de 5812, um decréscimo de 184 (-3.1%).

## Geografia
De acordo com o United States Census Bureau tem uma área de
13,5 km², dos quais 12,8 km² cobertos por terra e 0,7 km² cobertos por água. Chillicothe localiza-se a aproximadamente 152 m acima do nível do mar.

## Localidades na vizinhança
O diagrama seguinte representa as localidades num raio de 16 km ao redor de Chillicothe.